# Kuglepostvogn
Kuglepostvognen eller Kugleposten var en hestetrukken postvogn, der blev benyttet af det danske postvæsen i 1800-tallet. Det var et ganske usædvanligt køretøj, der bestod af et stel med hjul og en æggeformet "kugle" som vognkasse. Hensigten med denne konstruktion var at forhindre kusken i at tage passagerer med undervejs på postruten.

## Historie
Fra 1624 blev der leveret post med postryttere og postvogne i Danmark, og fra 1653 kunne postvognene også tage betalende passagerer med. Det danske postvæsen kombinerede dog ikke altid transport af post og passagerer. På hovedpostruten mellem København og Hamburg blev der således i 1785 indsat karrioler, der var åbne tohjulede hestevogne beregnet til brevpost. Men der var ofte problemer med forsinkelser og med våd og ødelagt post. Desuden var mængden af post vokset, så der ikke var plads nok på karriolerne, hvilket især blev et problem, efter at postvæsenet overtog udsendelsen af aviser.
I 1805 havde man indset problemet, og startede derfor et projekt med at finde frem til et nyt og bedre køretøj til både denne og andre ruter. I 1814 gav Generalpostdirektionen postmester Elias von Støcken til opgave at finde frem til et hurtigt og let køretøj, der havde god beskyttelse mod regn og fugt, og som ikke kunne tage passagerer med. Postmester von Støcken tog kontakt til vognmand Nørager, der var kontrahent på postruterne fra København til Helsingør og Korsør, og smedemester Dreyer som teknisk kyndig indenfor vognbygning. Under samtalerne mellem de tre mænd kom de frem til, at brevpostvognen skulle kunne rumme mindst 12 lispund (96 kg), have et lavt tyndepunkt og almindelig sporvidde. Fadingen skulle være ophængt i fjedre for at mindske slitagen på brevene undervejs. Om vinteren skulle fadingen kunne tages af og sættes på en slæde.
Smedemester Dreyer byggede en prototype efter de specifikationer, som han var blevet enig med von Støcken og Nørager om. Men for en sikkerheds skyld valgte von Støcken også at lade vognfabrikant Fifes enke bygge en prøvevogn efter de samme specifikationer. 21. juni 1815 blev begge vogne leveret til postvæsenet for prøvekørsler. Fife havde valgt en traditionel vogn med en firkantet lærredsbekædt vognkasse ophængt i dobbelte fjedre. Dreyer havde derimod fundet frem til en usædvanlig konstruktion, hvor en kurv lavet med kurvefletning og beklædt med gulmalet lærred var ophængt i jernbøjler med læderremme.
De to vogne blev afprøvet på ruten mellem København og Korsør gennem to måneder. Dreyers vogn viste sig at være det bedste valg, blandt andet fordi den var meget lettere end Fifes vogn. Desuden kostede den kun 800 rigsdaler, hvor Fifes kostede 1.000 rigsdaler. I august 1815 besluttede Generalpostdirektionen at bestille seks hestevogne baseret på Dreyers konstruktion til hovedpostruten København-Altona (Hamburg).
Kuglepostvognen vakte stor opsigt overalt, ikke mindst fordi den kørte forholdsvis hurtigt med en mil (7,5 km) i timen. Konstruktionen med fadingen viste sig at være en stor fordel, da man ikke behøvede at bringe den samme vogn helt frem til bestemmelsesstedet. To af postvognene kørte på strækningen mellem København og Korsør, en kørte på tværs af Fyn og de sidste tre fra Lillebælt til Altona. Da driften var kommet i gang, viste det sig imidlertid, at vognene ikke var holdbare nok. Fifes prøvevogn måtte derfor indsættes på den sjællandske del af ruten, så man kunne reparere Dreyer-vognene. Dreyer så sig nødsaget til at erstatte jernbøjlerne med langsgående bladfjedre i 1817, og den kurveflettede fading blev erstattet af en trækonstruktion.
Kugleposten blev en succes for postvæsenet, der desuden drev en postrute fra Haderslev til Aalborg med tohjulede kuglepostkarrioler fra 1833 til 1852. Mens kuglepostvognen var i drift, var der fire ugentlige afgange fra postkontoret i Købmagergade i København til Hamburg. Den sidste kuglepostvogn blev udrangeret i 1865, da de hurtigere postdiligencer havde overtaget meget af trafikken med større kapacitet, og fordi jernbanerne var ved at vinde frem.

## Kuglepostvognen
Officielt blev hestevognen omtalt som en firehjulet karriol, der blev trukket af to heste. Der var kun et enkelt sæde til kusken, postillionen, der også var ansvarlig for posthornet. Oprindeligt var fadingen, der var en lærredsklædt kurv, sat fast til understellet med læderremme bundet til jernbøjler, men det blev senere erstattet med springfjedre.
Da kurvefadingen blev erstattet med en vognkasse fuldstændigt i træ, blev der indbygget en lem, der kunne have postlogoet på, på den ene side. Man kunne derved lægge sækken med breve ind, der så ville være beskyttet mod vind og vejr. Den runde og glatte overflade på fadingen var beregnet til at forhindre regnvand i at komme ind og for at forhindre, at brevene kom i friktion med hinanden under kørslen.
Ingen af de danske kuglepostvogne blev bevaret for eftertiden, men en rekonstruktion har været udstillet på det nu lukkede Post & Tele Museum i København. Den rekonstruerede vogn blev bygget i 1921 for museet på grundlag af skriftlige beskrivelser af konstruktionen. I 1934 blev der lavet en kort filmoptagelse, Kugleposten, hvor den rekonstruerede vogn kører op foran Københavns Rådhus og Carlsbergs hovedkontor. Den rekonstruerede vogn blev sendt på præsentationsture i hele Danmark. Den kom også til Sverige i 1936, hvor den blev vist for publikum i Göteborg og derefter sendt til Stockholm med 100.000 breve i lasten. Turen tog tolv dage, fra 1. til 12. juli, og blev arrangeret i anledning af det svenske postvæsens 300 års jubilæum.
Der er også blevet lavet modeller i størrelsesforholdet 1:43, der nu sælges som samlerobjekter.